# Главатар (село)
Главатар е село в Южна България, в община Калояново, област Пловдив. До 1934 година името на селото е Реиз кьой.